# Cantone di Baños
Il cantone di Baños è un cantone dell'Ecuador che si trova nella provincia del Tungurahua.
Il capoluogo del cantone è Baños de Agua Santa.